# Calcutta (film 1947)
Calcutta è un film del 1947 diretto da John Farrow.
È un film d'azione statunitense a sfondo noir  con Alan Ladd, Gail Russell e William Bendix. È incentrato sulle vicende di un pilota commerciale in India che cerca di vendicare l'omicidio di un amico.

## Trama
Tre piloti della linea aerea Calcutta-Chungking sono legati da fraterna amicizia. Un giorno, uno dei tre, Bill Cunningham, annuncia improvvisamente ai due amici che ha deciso di sposarsi, e li invita alla sua festa, con la quale intende solennizzare il suo fidanzamento con una ragazza, che gli amici non conoscono: Miss Moore. Ma la notte precedente a quella fissata per la festa, Bill viene assassinato. Per potersi dedicare alla ricerca dei responsabili dell'assassinio, i due amici superstiti, Black e Gordon, domandano alla loro società una licenza temporanea. Praticamente è Gordon che dirige le indagini. Attraverso una serie di pericolose avventure, Gordon riesce ad accertare che Cunningham è caduto vittima di una banda di contrabbandieri di gioielli che si servivano degli aeroplani della linea Calcutta-Chungking per il loro traffico illegale. Alla banda appartiene Miss Moore, che Gordon, dopo aver ucciso per sua legittima difesa un altro dei banditi, fa arrestare, benché ne sia innamorato.

## Produzione
Il film, diretto da John Farrow su una sceneggiatura di Seton I. Miller, fu prodotto dallo stesso Miller per la Paramount Pictures e girato dal 18 giugno all'agosto del 1945. Paul Singh, di fede Sikh e che aveva vissuto per molti anni a Calcutta, fu ingaggiato come consulente dalla produzione (ricoprì anche un piccolo ruolo, quello di Mul Raj Malik).

## Colonna sonora
- This Is Madness - scritta da Bernie Wayne e Ben Raleigh

## Distribuzione
Il film fu distribuito negli Stati Uniti dal 23 aprile 1947 (première a New York) al cinema dalla Paramount Pictures.
Altre distribuzioni:
- in Finlandia il 29 agosto 1947 (Kostaja saapuu)
- in Svezia l'8 settembre 1947 (Calcutta)
- in Austria il 18 giugno 1948 (Calcutta)
- in Germania nel luglio del 1948 (Kalkutta)
- in Portogallo il 20 agosto 1948 (Calcuta)
- in Francia il 13 ottobre 1948 (Meurtres à Calcutta)
- in Danimarca il 17 febbraio 1949 (Calcutta)
- in Giappone il 5 ottobre 1949
- in Spagna il 19 giugno 1950 (Calcuta)
- in Finlandia l'11 ottobre 1957 (redistribuzione)
- in Grecia (Calcutta e O dolofonos tis Calcutta)
- in Belgio (Meurtres à Calcutta e Moord te Calcutta)
- in Brasile (Calcutá)
- in Italia (Calcutta)

## Critica
Secondo il Morandini il film si pregia di un "ritmo vispo" ma pecca per l'"impianto convenzionale" e per i "personaggi stereotipati". Secondo Leonard Maltin il film è un "film d'azione di livello standard".

## Promozione
Le tagline sono:
- "Adventure In The Far East ! Battling Buddies Gunning For Trouble !".
- "Ladd meets murder in the mysterious orient!".